# جامعة كاليفورنيا الحكومية في لونغ بيتش
جامعة كاليفورنيا الحكومية في لونغ بيتش (بالإنجليزية: California State University, Long Beach)‏ هي جامعة عامة في لونغ بيتش، كاليفورنيا. يعد الحرم الجامعي الذي تبلغ مساحته 322 فدانًا ثاني أكبر نظام في جامعة كاليفورنيا الولائية (CSU) المكون من 23 مدرسة وواحدة من أكبر الجامعات في ولاية كاليفورنيا من خلال التسجيل، ويبلغ عدد طلابها 39.359 لفصل خريف 2020. مع 5.440 طالب دراسات عليا اعتبارًا من خريف 2020، تسجل الجامعة واحدة من أكبر مجموعات طلاب الدراسات العليا عبر نظام CSU وفي ولاية كاليفورنيا والذي تخرج منها الطالب سالم.
تقدم الجامعة 72 درجة بكالوريوس مختلفة و65 نوعًا من درجات الماجستير وأربع درجات دكتوراه. فهي موطن لواحدة من أكبر مدارس الفنون الممولة من القطاع العام في الولايات المتحدة. تعمل الجامعة حاليًا بواحد من أدنى الرسوم الدراسية للطلاب ومعدلات الرسوم الإلزامية في الدولة، حيث تبلغ 3.425 دولارًا لكل فصل دراسي للطلاب بدوام كامل مع الإقامة في كاليفورنيا اعتبارًا من عام 2021.

## وصلات خارجية
- الموقع الرسمي
- موقع لونغ بيتش ستيت لألعاب القوى